# 洞穴魚科
洞穴魚科（学名：Amblyopsidae）是輻鰭魚綱鮭鱸目的其中一科。

## 分類
洞穴魚科下分5個屬，如下：

### 洞鱸屬（盲鮰屬）（Amblyopsis）
- 奧薩克洞鱸 Amblyopsis rosae
- 洞鱸 Amblyopsis spelaea ：又稱盲鮰。

### 亮鮰屬（鮰鱸屬）（Chologaster）
- 亮鮰 Chologaster cornula

### 穴跳鮰屬（Forbesichthys）
- 阿氏穴跳鮰 Forbesichthys agassizi

### 寬吻盲鮰屬（Speoplatyrhinus）
- 寬吻盲鮰 Speoplatyrhinus poulsoni

### 盲鮰鱸屬（Typhlichthys）
- 南方盲鮰鱸 Typhlichthys subterraneus